# Florian Makhedjouf
Florian Adel Makhedjouf, né le 11 janvier 1991 à Ivry-sur-Seine en France, est un footballeur franco-algérien. Gaucher, il évolue au poste de milieu défensif.

## Biographie

### Jeunesse
Florian Makhedjouf naît à Ivry-sur-Seine en janvier 1991. Florian est né d'un père algérien et d'une mère italienne. Il commence le football à l'âge de 6 ans avec un club local, l'ES Vitry. L'année suivante, il rejoint l'US Villejuif où il joue jusqu'à l'âge de 13 ans avant de passer deux saisons avec l'US Ivry. Là, il est repéré par le recruteur Pierre Reynaud du Paris Saint-Germain et il est intégré au centre de formation du club.

### Paris SG (2010-2011)
En juin 2010, il fait partie de l'équipe des moins de 19 ans du Paris Saint-Germain qui remporte le championnat national des moins de 19 ans, en battant l'AS Monaco 4-2 aux tirs au but en finale.
Le 15 décembre 2010, Makhedjouf fait ses débuts professionnels avec le Paris Saint-Germain en ligue Europa contre le Karpaty Lviv. Makhedjouf rentre à la 91e minute à la place de Mevlüt Erding. Puis, lors du match aller des huitièmes de finale contre le Benfica Lisbonne, Florian rentre À la 75e minute à la place de Tripy Makonda. Le 2 mars 2011, Florian Makhedjouf fait ses premiers pas en coupe de France en rentrant à la place de Nenê.
À la fin de la saison, son contrat n'est pas renouvelé. Il se retrouve donc libre. Florian Makhedjouf quitte ainsi Paris avec seulement 3 matchs officiels sans aucune titularisation.

### CS Sedan (2011-2013)
Le 23 juin 2011, Makhedjouf signe son premier contrat professionnel de trois ans en faveur de CS Sedan.
Il joue son premier match en tant que titulaire en Coupe de la Ligue face à l'US Boulogne (victoire 2 buts à 1). Il marque son premier but en professionnel face au club de Jarville, lors du huitième tour de la coupe de France 2011-2012. Il inscrit son 1er but en Ligue 2 le 18 mai 2012, face au FC Nantes.

### Red Star FC (2013-2017)
Le 19 août 2013, Florian Makhedjouf signe au Red Star. En mai 2014, après une bonne première saison avec l'étoile rouge, le Red Star le prolonge d'une saison plus une en cas de montée en Ligue 2. Celle-ci devient réalité le 8 mai 2015 à la suite de la victoire 4-0 face à Istres.

### Stade lavallois Mayenne FC (2017-2019)
Le 31 janvier 2018, Florian Makhedjouf signe au Stade lavallois Mayenne Football Club pour une saison et demie. Il est la dernière recrue d'un mercato de la dernière chance pour le club.

### Équipe nationale

#### Algérie des moins de 20 ans
Florian opte pour la sélection algérienne. Il est convoqué le 17 novembre 2009 avec l'équipe d'Algérie des moins de 20 ans face à la Tunisie en match amical.

## Statistiques
| Saison                | Club                  | Championnat           | Championnat | Championnat | Coupe nationale | Coupe nationale | Coupe de la Ligue | Coupe de la Ligue | Compétition(s) continentale(s) | Compétition(s) continentale(s) | Compétition(s) continentale(s) | Total | Total |
| Saison                | Club                  | Division              | M.          | B.          | M.              | B.              | M.                | B.                | Comp.                          | M.                             | B.                             | M.    | B.    |
| 2010-2011             | Paris Saint-Germain   | Ligue 1               | -           | -           | 1               | 0               | -                 | -                 | C3                             | 2                              | 0                              | 3     | 0     |
| Sous-total            | Sous-total            | Sous-total            | -           | -           | 1               | 0               | -                 | -                 | -                              | 2                              | 0                              | 3     | 0     |
| 2011-2012             | CS Sedan Ardennes     | Ligue 2               | 11          | 1           | 3               | 1               | 2                 | 0                 | -                              | -                              | -                              | 16    | 2     |
| 2012-2013             | CS Sedan Ardennes     | Ligue 2               | 22          | 1           | 1               | 0               | 1                 | 1                 | -                              | -                              | -                              | 24    | 2     |
| Sous-total            | Sous-total            | Sous-total            | 33          | 2           | 4               | 1               | 3                 | 1                 | -                              | -                              | -                              | 40    | 4     |
| 2013-2014             | Red Star FC           | National              | 26          | 3           | 1               | 0               | -                 | -                 | -                              | -                              | -                              | 27    | 3     |
| 2014-2015             | Red Star FC           | National              | 30          | 4           | 7               | 3               | -                 | -                 | -                              | -                              | -                              | 37    | 7     |
| 2015-2016             | Red Star FC           | Ligue 2               | 29          | 3           | 1               | 0               | -                 | -                 | -                              | -                              | -                              | 30    | 3     |
| 2016-2017             | Red Star FC           | Ligue 2               | 21          | 1           | 2               | 0               | 1                 | 0                 | -                              | -                              | -                              | 24    | 1     |
| Sous-total            | Sous-total            | Sous-total            | 106         | 11          | 11              | 3               | 1                 | 0                 | -                              | -                              | -                              | 118   | 14    |
| 2017-2018             | Tours FC              | Ligue 2               | 6           | 0           | 1               | 1               | 2                 | 0                 | -                              | -                              | -                              | 9     | 1     |
| Sous-total            | Sous-total            | Sous-total            | 6           | 0           | 1               | 1               | 2                 | 0                 | -                              | -                              | -                              | 9     | 1     |
| 2017-2018             | Stade lavallois       | National              | 11          | 0           | -               | -               | -                 | -                 | -                              | -                              | -                              | 11    | 0     |
| 2018-2019             | Stade lavallois       | National              | 26          | 2           | -               | -               | 1                 | 0                 | -                              | -                              | -                              | 27    | 2     |
| Sous-total            | Sous-total            | Sous-total            | 37          | 2           | -               | -               | 1                 | 0                 | -                              | -                              | -                              | 38    | 2     |
| Total sur la carrière | Total sur la carrière | Total sur la carrière | 182         | 15          | 17              | 5               | 7                 | 1                 | -                              | 2                              | 0                              | 208   | 21    |